# 昆明バス爆破事件
昆明バス爆破事件（こんめいバスばくはじけん）は2008年7月21日に発生したバス爆破事件。中国雲南省の省都昆明市の2台のバスで相前後して時限爆弾と思われる爆発が発生し、死者3名、負傷者13名を出した。現在は人為的な襲撃事件と確定された。事件の発生は北京オリンピック開幕の前の十数日前であり、社会の高い関心と警戒を呼び起こした。

## 経過
2008年7月21日午前7時人民西路上で、昆明の曇華寺から岷山へ向かう54番の公共バス内部の爆薬が爆発し、1人が即死、1人が病院で死亡、9人が負傷した。午前8時人民西路上で再びもう一台の54番の公共バス内で爆薬が爆発し、1人が死亡、4人が負傷した。事件発生前、昆明市民が「螻蟻総動員（虫けらの総動員）」という短いメッセージを受け取っており、爆発の予告の可能性があった。2件の爆発は硝酸アンモニウムで点火された時限爆弾だった。

## 事件後
昆明市当局は北京オリンピックあるいは分離主義者と関係があるテロ攻撃と呼んだ。外部のマスコミにより、内陸の航空、鉄道、道路、水路と公共バスなどすべてが全面的な警備状態に入り、安全検査が強化されたことが認められた。雲南省公安庁は犯人に10万人民元の懸賞金を懸けた。2008年7月23日、懸賞金は30万元に増額された。後に、東トルキスタンイスラム運動はこの件に責任があると認めたと報じられた。
2008年12月24日10時40分、昆明市の「薩爾瓦多咖啡屋」で爆発が起き、雲南省宣威市の男が死亡した。爆発は男によるものと思われ、生前バス爆破は自分がやったと証言していたという。